# ماثيو آدامز
ماثيو آدامز (بالإنجليزية: Matthew Adams)‏ هو لاعب كرة قدم أمريكية أمريكي، ولد في 12 ديسمبر 1995 في ميسوري سيتي في الولايات المتحدة.